# 다비데 비온디니
다비데 비온디니(이탈리아어: Davide Biondini, 1983년 1월 24일 ~ )는 이탈리아의 전 축구 선수이다.